# Liên Bảo (phường)
Liên Bảo là một phường thuộc thành phố Vĩnh Yên, tỉnh Vĩnh Phúc, Việt Nam.
Phường có diện tích 4,05 km², dân số năm 1999 là 7698 người, mật độ dân số đạt 1901 người/km².